# Goldbichl
Der Goldbichl (auch Goldbühel) ist ein 1064 m hoher Hügel im Süden der Tiroler Landeshauptstadt Innsbruck, der besonders als archäologische Stätte Bedeutung erlangt hat. Funde weisen darauf hin, dass hier eine überregional bedeutende bronzezeitliche Kultstätte lag, die als Heiliger Berg besonders für Brandopfer verwendet wurde. Auch in rätischer Zeit wurden die Anlagen benutzt und ausgebaut, bis sie in der Römerzeit zerstört wurden.

## Topographie und Geologie
Der Goldbichl erhebt sich im Süden der Innsbrucker Katastralgemeinde Igls am Nordwesthang des 2246 m hohen Patscherkofels. Damit liegt er direkt an der Einmündung des Wipptals in das Inntal und bietet darüber hinaus einen guten Blick ins Stubaital. Diese zentrale Lage erklärt die strategische und verkehrsgeographische Bedeutung des auf den ersten Blick unscheinbaren Hügels. Der Goldbichl ragt nur ca. 50 m aus den eiszeitlichen Terrassen des Inntals heraus, die in Tirol als Mittelgebirge bezeichnet werden. Der Hügel selbst besteht aus Quarzphyllit, an der flachen Nordostseite aber auch aus Moränenschutt, der von den eiszeitlichen Gletschern des Wipp- und Stubaitals stammt.
Der Goldbichl ist vollständig bewaldet. Der heutige höchste Punkt ist nicht natürlichen Ursprungs, die obersten sieben Meter des Hügels wurden in der Eisenzeit auf dem ursprünglich flacheren Gipfelplateau künstlich aufgeschüttet. Dieses Plateau fällt nach Norden hin, wo das von den Gletschern an der Südseite abgetragene Felsmaterial wieder abgelagert wurde, sanft ab. In allen anderen Richtungen, an denen in der Eiszeit die Gletscher anprallten, wird es von steilen Hängen begrenzt. Im südöstlichen Abhang sind auch einige bis zu 15 m hohe Felswände zu finden, die als Klettergarten genutzt werden.
Unmittelbar südlich und östlich des Goldbichls verläuft die Straße zwischen den Ortschaften Patsch und Lans (L38 Ellbögener Straße, „Römerstraße“), westlich die davon abzweigende Straße nach Igls (L33 Patscher Straße), sodass der Goldbichl auf drei Seiten von Straßen umgeben ist.

## Etymologie
Die Bezeichnung Goldbichl leitet sich nicht von Gold ab, sondern sehr wahrscheinlich von „Galt“, was im Tiroler Dialekt gleich ausgesprochen wird. Galtvieh, das sind Jungrinder und Mutterkühe, die keine Milch geben und hier geweidet haben. Bichl ist die bairische Bezeichnung für Hügel.

## Archäologische Funde

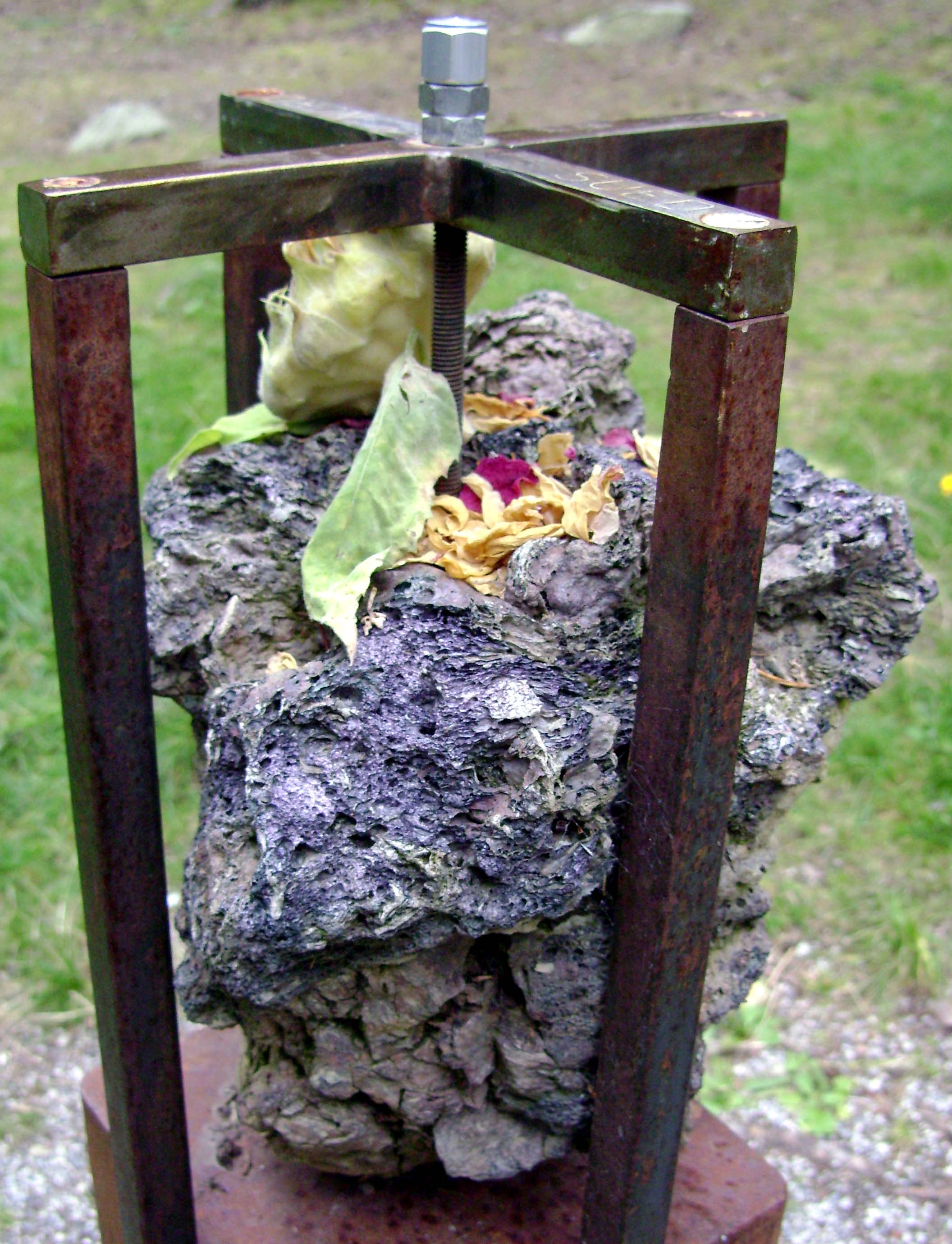
Die ausgebrannte und verschlackte Oberfläche dieses Steins zeigt die Hitze der bronzezeitlichen Feuer (über 1000 °C)

### Steinzeit
Der älteste Fund am Goldbichl ist eine Pfeilspitze aus Feuerstein aus der Jungsteinzeit. Sie stammt (ebenso wie die des Ötzi) von den Monti Lessini nördlich von Verona und belegt damit, dass hier schon damals Handel über weite Distanzen getrieben wurde.

### Bronzezeit
Besonders große Bedeutung erlangte der Goldbichl offensichtlich in der frühen Bronzezeit vor ca. 4.000 Jahren. Zu dieser Zeit wurden hier auf einem ständig nach oben wachsenden Altar aus Lehm und Stein große Opferfeuer abgebrannt, die weithin in die Umgebung in Wipp-, Inn- und Stubaital sichtbar waren. Brandopfer waren zu dieser Zeit ebenso Bestandteil des kulturellen Lebens wie Feuerbestattungen. Hauptsächlich wurden hier Schafe und Ziegen, aber auch Rinder und Schweine geopfert. Ortsfremde Funde belegen die überregionale Bedeutung dieser Kultstätte. Es wurde auch eine später ausgebaute Wallanlage errichtet, die den Hügel in West-Ost-Richtung überquerte. Sie trennte den heiligen Bezirk um den Opferhügel von den profanen Anlagen, hauptsächlich Terrassen mit Häusern und Gärten, an der Nordseite außerhalb. Diese Terrassen sind ebenso wie ein Fahrweg bis heute erkennbar. Weiters ist ein Grab einer jungen Frau, die hier nach ihrer Feuerbestattung beerdigt wurde, erhalten. Neben den verbrannten Knochenresten wurden auch Keramikstücke und ein zerbrochenes Webstuhlgewicht als Grabbeigaben gefunden. Die Lage des Grabes innerhalb der Wallanlagen lässt vermuten, dass es sich um eine Priesterin gehandelt haben könnte. Die bronzezeitliche Opferstätte bestand bis ins 16. Jahrhundert v. Chr.

### Eisenzeit
In der Eisenzeit erlebte der Goldbichl ab ca. 600 v. Chr. durch die Räter eine zweite große Blüte. Sie bauten etwa den Wall stark aus und befestigten ihn mit Palisaden. Auch der Opferhügel wurde in dieser Zeit stark ausgebaut und ungefähr sieben Meter hoch pyramidenförmig aufgeschüttet. Zu dieser Zeit wurden die Opferfeuer häufig von sportlichen Wettbewerben wie beispielsweise Faustkämpfen umrahmt. Von der Südwestseite des Hügels, wo die Räter ihre Wohnhäuser anlegten, errichteten sie eine 40 m lange steile Rampe zum Gipfel hinauf, die genau in Richtung des Sonnenaufgangs zur Sommersonnwende verläuft. Über diese Rampe fanden große Prozessionen zum Heiligtum hinauf statt. Weitere Ansiedlungen der Zeit finden sich etwa am Goarmbichl bei Vill.
In der Zeit zwischen 100 und 15 v. Chr., als die Römer den Alpenraum eroberten, wurden alle Anlagen zerstört.

### Erforschungs- und Erschließungsgeschichte
Schon in den Jahren 1938 bis 1939 wurde der Goldbichl von dem Prähistoriker und damaligen nationalsozialistischen Unterrichtsminister Oswald Menghin untersucht, der die Funde jedoch fälschlich als eine stufenartig angelegte Siedlung aus der späten Eisenzeit deutete. Ab dem Jahr 1995 wurden erneute Ausgrabungen durch den Verein Goldbichl und das Institut für Ur- und Frühgeschichte der Universität Innsbruck durchgeführt. Nach dem vorläufigen Ende der Grabungsarbeiten wurde hier 2006 ein archäologischer Lehrpfad errichtet, der in ca. 15 Minuten über die Nordostseite zum Gipfel führt. Einige Fundstücke und ein Modell der Anlage sind heute beim Tourismusverband in Igls zu besichtigen.